# Lucas Castro
Lucas Nahuel Castro (La Plata, 9 aprile 1989) è un calciatore argentino, centrocampista o ala del Gimnasia (LP).
In patria è stato soprannominato El Pata.

## Biografia
Oltre alla professione di calciatore, Castro è autore musicale e cantante. Nel giugno 2018 è uscito il suo primo singolo, Sole d'Estate, pubblicato digitalmente su YouTube e Spotify.
In precedenza, nel settembre 2017, aveva pubblicato sui propri canali social una versione cantata della celebre telecronaca di Víctor Hugo Morales del gol segnato da Diego Armando Maradona nella partita tra l'Argentina e l'Inghilterra valida per i quarti di finale di Messico 1986, ottenendo i ringraziamenti pubblici da parte dello stesso Pibe de Oro.

## Caratteristiche tecniche
Di ruolo centrocampista, per la sua duttilità può giocare da esterno di un centrocampo a 4, da mezzala e da trequartista. Dispone di buona tecnica e abilità negli inserimenti, dote che lo rende pericoloso in fase offensiva.

## Carriera

### Club

#### In Argentina
Lucas Castro inizia la carriera di calciatore nel 2003, quando viene acquistato dal Gimnasia La Plata, dove compie tutta la trafila delle formazioni giovanili fino al 2009, anno del debutto da professionista: esordisce con la prima squadra il 13 aprile in occasione del match di campionato con il River Plate. Realizza la propria prima rete da calciatore professionista il 10 ottobre 2009 durante la partita con il Rosario Central. Il 16 novembre, durante la partita di campionato giocata contro l'Huracán, subisce la prima ammonizione in carriera. Conclude le tre stagioni trascorse con il club di La Plata con un totale di 68 partite giocate e 6 gol segnati.
A fine stagione, dopo la retrocessione in Primera B Nacional del club di La Plata, passa in prestito al Racing Club de Avellaneda, dove debutta alla prima di campionato contro il Tigre. Realizza la prima rete stagionale il 17 agosto, in occasione del match di campionato con il Godoy Cruz, grazie all'assist servitogli da Gabriel Hauche.

#### Catania
Il 20 luglio 2012 passa a titolo definitivo al Catania per 2,5 milioni di euro con un contratto quinquennale. Esordisce in Serie A il 26 agosto contro la Roma, trovando nel finale anche una traversa nella partita che termina con il risultato di 2-2. Il 31 ottobre 2012 segna il primo gol in Serie A, quello del momentaneo 1-1 contro l'Udinese al 61'; la partita si concluderà sul 2-2.
Chiude la prima stagione con la maglia rossazzurra con 39 presenze e 4 gol (oltre a 7 assist) tra campionato e Coppa Italia. Torna al gol in occasione della partita casalinga contro il Chievo, segnando il gol del definitivo 2-0. Nelle due stagioni successive segna 4 gol in Serie A e 6 in Serie B.

#### Chievo
Nell'estate 2015, l'argentino si trasferisce al Chievo sulla base di un accordo triennale tornando a essere allenato da Rolando Maran. Segna il primo gol con la formazione veneta il 23 settembre, risultando decisivo per la vittoria contro il Torino; nello stesso campionato realizza le reti che valgono il pari nel derby e il successo contro il Genoa.
Il 1º ottobre 2017 mette a segno la prima doppietta con i gialloblù, consentendo loro di battere in rimonta (2-1) la Fiorentina. 7 settimane dopo, nella partita con il Torino, subisce un infortunio al legamento del ginocchio destro; l'operazione, avvenuta 2 giorni più tardi, gli impedisce di tornare in campo sino a marzo.

#### Cagliari
Il 1º luglio 2018 l'argentino si trasferisce al Cagliari sulla base di un accordo triennale, dove trova nuovamente Rolando Maran come allenatore. Segna la sua prima rete con la maglia rossoblù il 28 ottobre 2018 proprio contro la sua ex squadra, siglando il momentaneo 2-0, ma poco più di un mese dopo, poco prima della gara contro il Torino, si infortuna al legamento crociato anteriore del ginocchio sinistro, saltando il resto della stagione.

#### SPAL
Il 31 gennaio 2020, nell'ultimo giorno di mercato, passa a titolo definitivo alla SPAL in cambio di 3 milioni più uno di bonus in caso di salvezza. L'esordio arriva due giorni più tardi, in occasione della gara in casa della Lazio, persa per 5-1. Disputa solo 7 gare con gli estensi e chiude la stagione con la retrocessione in Serie B.
Nella stagione cadetta trova il primo gol con la SPAL nella trasferta in casa del Pordenone, il 17 ottobre dello stesso anno, nella gara poi conclusasi sul 3-3.

#### Fatih Karagumruk
Il 20 gennaio 2021, dopo 9 stagioni trascorse in Italia tra Serie A e Serie B, approda in Turchia, accasandosi al Fatih Karagümrük, squadra militante in Süper Lig.

#### Adana Demirspor
Il 13 luglio 2021 viene acquistato dall'Adana Demirspor.

### Sarmiento
Il 30 Maggio 2022 firma un nuovo contratto con il Sarmiento (J). .

### Nazionale
Nel 2011 Alejandro Sabella, c.t. dell'Albiceleste, lo convoca per prendere parte ad una amichevole con il Brasile, dove non scende in campo.

## Statistiche

### Presenze e reti nei club
Statistiche aggiornate al 7 novembre 2021.
| Stagione                 | Squadra                  | Campionato               | Campionato | Campionato | Coppe nazionali | Coppe nazionali | Coppe nazionali | Coppe continentali | Coppe continentali | Coppe continentali | Altre coppe | Altre coppe | Altre coppe | Totale | Totale |
| Stagione                 | Squadra                  | Comp                     | Pres       | Reti       | Comp            | Pres            | Reti            | Comp               | Pres               | Reti               | Comp        | Pres        | Reti        | Pres   | Reti   |
| ------------------------ | ------------------------ | ------------------------ | ---------- | ---------- | --------------- | --------------- | --------------- | ------------------ | ------------------ | ------------------ | ----------- | ----------- | ----------- | ------ | ------ |
| 2008-2009                | Gimnasia La Plata        | PD                       | 2          | 0          | -               | -               | -               | -                  | -                  | -                  | -           | -           | -           | 2      | 0      |
| 2009-2010                | Gimnasia La Plata        | PD                       | 35         | 2          | -               | -               | -               | -                  | -                  | -                  | -           | -           | -           | 35     | 2      |
| 2010-2011                | Gimnasia La Plata        | PD                       | 31         | 4          | -               | -               | -               | -                  | -                  | -                  | -           | -           | -           | 31     | 4      |
| Totale Gimnasia La Plata | Totale Gimnasia La Plata | Totale Gimnasia La Plata | 68         | 6          |                 | -               | -               |                    | -                  | -                  |             | -           | -           | 68     | 6      |
| 2011-2012                | Racing Avellaneda        | PD                       | 26         | 5          | CA              | 0               | 0               | -                  | -                  | -                  | -           | -           | -           | 26     | 5      |
| 2012-2013                | Catania                  | A                        | 36         | 4          | CI              | 3               | 0               | -                  | -                  | -                  | -           | -           | -           | 39     | 4      |
| 2013-2014                | Catania                  | A                        | 29         | 3          | CI              | 0               | 0               | -                  | -                  | -                  | -           | -           | -           | 29     | 3      |
| 2014-2015                | Catania                  | B                        | 25         | 6          | CI              | 1               | 0               | -                  | -                  | -                  | -           | -           | -           | 26     | 6      |
| Totale Catania           | Totale Catania           | Totale Catania           | 90         | 13         |                 | 4               | 0               |                    | -                  | -                  |             | -           | -           | 94     | 13     |
| 2015-2016                | Chievo                   | A                        | 34         | 3          | CI              | 1               | 0               | -                  | -                  | -                  | -           | -           | -           | 35     | 3      |
| 2016-2017                | Chievo                   | A                        | 33         | 5          | CI              | 2               | 1               | -                  | -                  | -                  | -           | -           | -           | 35     | 6      |
| 2017-2018                | Chievo                   | A                        | 25         | 3          | CI              | 0               | 0               | -                  | -                  | -                  | -           | -           | -           | 25     | 3      |
| Totale Chievo            | Totale Chievo            | Totale Chievo            | 92         | 11         |                 | 3               | 1               |                    | -                  | -                  |             | -           | -           | 95     | 12     |
| 2018-2019                | Cagliari                 | A                        | 12         | 1          | CI              | 1               | 0               | -                  | -                  | -                  | -           | -           | -           | 13     | 1      |
| 2019-gen. 2020           | Cagliari                 | A                        | 15         | 2          | CI              | 2               | 0               | -                  | -                  | -                  | -           | -           | -           | 17     | 2      |
| Totale Cagliari          | Totale Cagliari          | Totale Cagliari          | 27         | 3          |                 | 3               | 0               |                    | -                  | -                  |             | -           | -           | 30     | 3      |
| gen.-ago. 2020           | SPAL                     | A                        | 7          | 0          | CI              | 0               | 0               | -                  | -                  | -                  | -           | -           | -           | 7      | 0      |
| 2020-gen. 2021           | SPAL                     | B                        | 11         | 3          | CI              | 1               | 0               | -                  | -                  | -                  | -           | -           | -           | 12     | 3      |
| Totale SPAL              | Totale SPAL              | Totale SPAL              | 18         | 3          |                 | 1               | 0               |                    | -                  | -                  |             | -           | -           | 19     | 3      |
| gen.-giu. 2021           | Fatih Karagümrük         | SL                       | 16         | 3          | TK              | 0               | 0               | -                  | -                  | -                  | -           | -           | -           | 15     | 3      |
| 2021-2022                | Adana Demirspor          | SL                       | 9          | 0          | TK              | 0               | 0               | -                  | -                  | -                  | -           | -           | -           | 9      | 0      |
| Totale carriera          | Totale carriera          | Totale carriera          | 346        | 44         |                 | 11              | 1               |                    | -                  | -                  |             | -           | -           | 356    | 45     |